# Mystacella frioensis
Mystacella frioensis är en tvåvingeart som först beskrevs av Henry J. Reinhard 1922.  Mystacella frioensis ingår i släktet Mystacella och familjen parasitflugor. Inga underarter finns listade i Catalogue of Life.